# Anari (Käse)

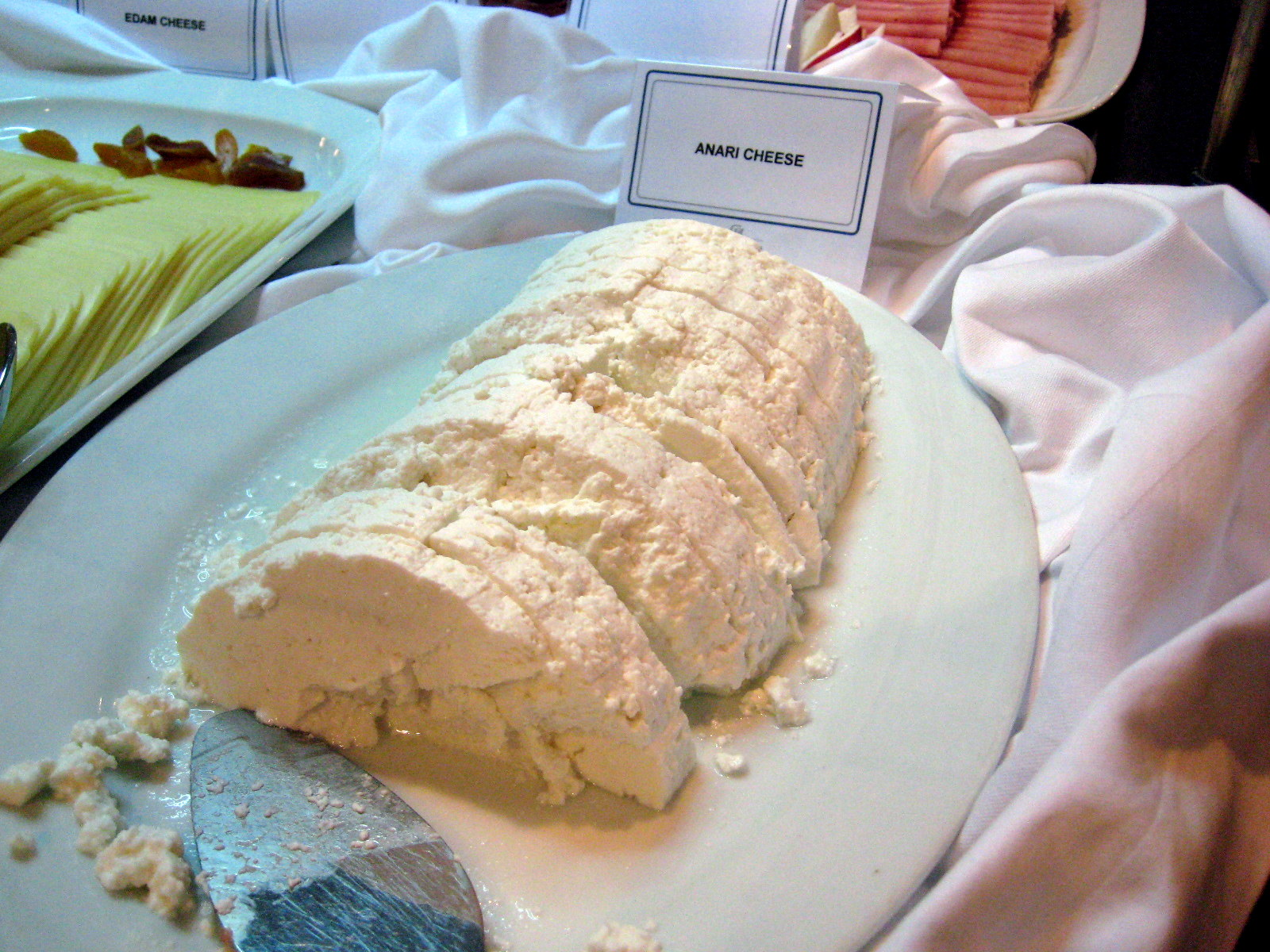
Anari

Anari ist ein Molkenkäse aus Zypern. Er wird aus der Molke gefertigt, die bei der Herstellung des Halloumi entsteht.

## Eigenschaften
Frischer Anari ist weich und zerfällt leicht, hat eine hohe Feuchtigkeit und einen sehr milden, nussigen Geschmack. Er ähnelt anderen Molkenkäsen, wie dem italienischen Ricotta, den griechischen Manouri und Myzithra und dem türkischen Lor. Demgegenüber ist gesalzener und getrockneter Anari ein Hartkäse mit würzigem und stark salzigem Geschmack, der sich gut zum Reiben eignet.
Anari wird pur oder leicht gesalzen in Vakuumverpackungen angeboten. Frischer, ungesalzener Anari ist ein schnell verderbliches Produkt, das nach dem Öffnen der Verpackung gekühlt nur zwei bis drei Tage haltbar ist. Gesalzener Anari hat eine Haltbarkeit von mehr als einem Jahr.

## Herstellung
Anari wird traditionell aus Molke hergestellt, die bei der Produktion des Halloumi anfällt. Daher ist seine Geschichte untrennbar mit der des Halloumi verbunden. Die bei der Herstellung von Halloumi entstandene Molke wird auf 65 bis 70 °C erhitzt und zehn Prozent ebenfalls erhitzte Schafmilch, Ziegenmilch oder Kuhmilch, oder eine Mischung daraus, zugegeben. Die Temperatur wird bis auf 90 °C erhöht und für etwa eine halbe Stunde dabei belassen. Einige Käsereien setzen Zitronensäure zu, um das Ausfällen zu beschleunigen. Es bildet sich eine an der Oberfläche schwimmende krümelige Schicht, die vorwiegend aus denaturiertem Molkeprotein und Fett besteht. Sie wird abgeschöpft, in Käseformen gefüllt und über Nacht bei Kühlschranktemperatur abtropfen gelassen.
Bei der industriellen Fertigung von Halloumi kann die Herstellung von Anari in dessen Produktionsprozess integriert werden. Dabei wird der Halloumi in der Molke gekocht, und das dabei ausgefällte Eiweiß als Anari weiterverarbeitet. Gesalzener Anari wird in besonderen Trockenräumen unter einem kühlen Luftstrom getrocknet, bis er so fest geworden ist, dass er leicht gerieben werden kann.

## Verzehr
Frischer Anari wird als Brotbelag, mit Früchten und Sirup aus Früchten oder Carob als Dessert, oder als Zutat von Süßspeisen verzehrt. Er kann auch als Füllung der auf Zypern populären Bourekia dienen. Der getrocknete Anari wird gerieben und über Salate oder warme Nudelgerichte und Saucen gestreut.

## Belege
1. 1 2 3 4  Photis Papademas: Anari. In: Catherine Donnelly (Hrsg.): The Oxford Companion to Cheese. Oxford University Press, Oxford 2016, ISBN 978-0-19-933088-1, S. 24–25.
2. 1 2  Juliet Harbutt (Hrsg.): World Cheese Book. Dorling Kindersley, London u. a. 2009, ISBN 978-0-7566-5442-9, S. 261.
3. ↑  Photis Papademas: Halloumi Cheese. In: Adnan Tamime (Hrsg.): Brined Cheeses. Blackwell Publishing, Oxford u. a. 2006, ISBN 978-1-4051-2460-7, Kap. 4, S. 117–138.
4. ↑  R. K. Robinson: Halloumi cheese – the product and its manufacture. In: R. K. Robinson, A. Y. Tamime (Hrsg.): Feta and Related Cheeses. Ellis Horwood, New York u. a. 1991, ISBN 0-7476-0077-5, Kap. 4, S. 144–159.
5. ↑  A. Adnan Hayaloglu: Cheese Varieties Ripened Under Brine. In: Paul L. H. McSweeney, Patrick F. Fox, Paul D. Cotter, David W. Everett (Hrsg.): Cheese. Chemistry, Physics & Microbiology. Fourth edition. Volume 2. Academic Press, London u. a. 2017, ISBN 978-0-12-417012-4, Kap. 39, S. 997–1040.